# Erythrina tholloniana
Erythrina tholloniana là một loài thực vật có hoa trong họ Đậu. Loài này được Hua miêu tả khoa học đầu tiên.